# Németh János (színművész)
Németh János (Komárom, 1957. február 25. –) magyar színész, a Pécsi Nemzeti Színház örökös tagja.

## Életpályája
A szlovákiai Komáromban született, 1957. február 25-én. Három évig a komáromi 
színház tagja volt. Felvették a pozsonyi színművészeti főiskolára is, de tanulmányait Budapesten folytatta. 1982-ben színészként diplomázott a Színház- és Filmművészeti Főiskolán. Pályáját a Nemzeti Színházban és a Katona József Színházban kezdte. 1985 óta a Pécsi Nemzeti Színház művésze. Zenés és prózai darabok karakterszerepeit alakítja. Kiváló versmondó.
Pályafutása során több önálló estet és verses pódiumműsort is színpadra állított.
Hazám című költészeti válogatásával és Hamvas Béla: A bor filozófiája című esszéjével járja az országot és visszajáró fellépője a Kárpát-medence magyarok lakta településeinek, Nyugat-Európa számos magyar klubjának és nagy sikerrel szerepelt a tengerentúlon is: Dél-Amerikában, Argentínában, Buenos Airesben, valamint Ausztráliában, Melbourne-ben. A 2020. évi tavaszi pandémia idején 56 napon keresztül minden nap elmondott egy verset, melyet a közösségi oldalán bárki megtekinthetett.
Felesége: Németh-Kovács Rita.

## Díjai
- Nívódíj (1995) Pécsi Nemzeti Színház Alapítványa
- Szendrő-díj (1997)
- BAT Közönségdíj (2002) (2006)
- Barakonyi-díj  (2003) – Társművészetek kapcsolatáért
- Szivárvány-díj (2004)  – A határokon átívelő kultúraőrző és –teremtő célok megvalósításáért, a Kárpát-medencei magyarság körében a közös kultúra és nyelv magas szintű tolmácsolásával kifejtett, az együvé tartozást és eszmeiségét példázó önkéntes szerepvállalásáért.
- Rácz Aladár-díj (2009) – A cigányság körében kifejtett kulturális tevékenységéért
- A Pécsi Nemzeti Színház Örökös tagja 2021.

## Fontosabb színházi szerepei
- Carlo Goldoni: Két úr szolgája... Florindo
- Lerner-Loeve: My Fair Lady... Henry Higgins
- Carlo Goldoni: A chioggiai csetepaté... Isidoro
- William Shakespeare: Antonius és Kleopatra... Maecenas
- William Shakespeare: A velencei kalmár... Salanio, Antonio és Bassanio barátja
- Anton Pavlovics Csehov: Platonov... Vojnyicev
- Garai Gábor: A reformátor... Münzer Tamás
- Georges Feydeau: A barátom barátnője... Marcell Courbois
- Hernádi Gyula: Hagyaték... Arkhiasz
- Friedrich Schiller: Don Carlos... Feria
- Fillár István – Moravetz Levente: Noé... Nogo
- Weöres Sándor: A kétfejű fenevad... Szulejmán; Kolláth gróf
- Kornis Mihály: Halleluja... Gyuszika
- Kálmán Imre: Marica grófnő... István
- Kálmán Imre: A montmartre-i ibolya... Florimond
- Ábrahám Pál: Bál a Savoyban... Archibald
- Neil Simon: Furcsa pár... Roy
- Reginald Rose: Tizenkét dühös ember... 7. esküdt; 11. esküdt
- Dale Wasserman – Mitch Leigh – Joe Darion: La Mancha lovagja... Carrasco
- Eugene O’Neill: Hosszú az út hazafelé... Olson
- John Kander – Fred Ebb – Joe Masteroff: Kabaré... Erns Max
- Babay József: Három szegény szabólegény...
- Heltai Jenő: A néma levente... Mátyás király
- Mihail Afanaszjevics Bulgakov: Molière... Du Croisy
- Trevor Griffiths: Komédiások... Mick Commor
- Bengt Ahlfors: Színházkomédia... Henrik
- Arthur Miller: Közjáték Vichyben... Őrnagy
- Harold Pinter: Születésnap... McCann
- Marcel Aymé: Gróf Clérambard... Első dragonyos
- Kacsóh Pongrác: János vitéz... A falu csősze
- Szabó Magda: Az a szép, fényes nap... Nürnbergi Hermann
- Schwajda György: A szent család... A nagyfiam

## Filmek, tv
- Örkény István: Tóték (színházi előadás tv-felvétele)
- Illyés Gyula: Kegyenc (színházi előadás tv-felvétele)
- Spiró György: Az imposztor (színházi előadás tv-felvétele)
- Fehér rozsda (1983)
- Veszélyes zóna (1995)
- Kisváros

Aknamunka című rész (1996)
Függöny fel című rész (1997)
Költöztetők című rész (1998)
Erős sodrás című rész  (1998)
Bűnös örökség című rész  (2000) ... Nyerges László
- Szabadságharc Szebenben (2007)
- A föld szeretője (2010) ... Arnoldi
- Grimace (2013) ... Lajos